# Nick Sweeney
Nick Sweeney (né le 26 mars 1968 à Dublin) est un athlète irlandais, spécialiste du lancer du disque. 

## Biographie
Il remporte dix titres de champion d'Irlande de 1987 à 2000. Il détient depuis 1998 le record d'Irlande avec 67,89 m.
Il participe à quatre Jeux olympiques consécutifs de 1992 à 2004 mais ne parvient pas à se qualifier pour la finale.
Il se classe 6e des championnats du monde de 1993 à Stuttgart, 4e des championnats d'Europe de 1994. Il décroche par ailleurs la médaille de bronze aux universiades d'été de 1993.